# Fure for tværgående sinus
Fure for tværgående sinus eller Sulcus sinus transversi løber lateralt mellem eminentia cruciformis' superiore og inferiore fossae. Den tværgående sinus løber langs denne fure.